# Barbués
Barbués és un municipi aragonès situat a la província d'Osca i enquadrat a la comarca dels Monegres. La seva superfície és de 19,59 quilòmetres quadrats amb una altitud de 361 msnm.
En ell hi ha un castell de segle xvi, romànic amb influència musulmana per això és un castell atípic per la multitud d'elements que ens recorden les construccions musulmanes, sobretot voltes. La planta és pentagonal amb pati central (pati de cavallerissa o d'armes).

## Llocs d'interès

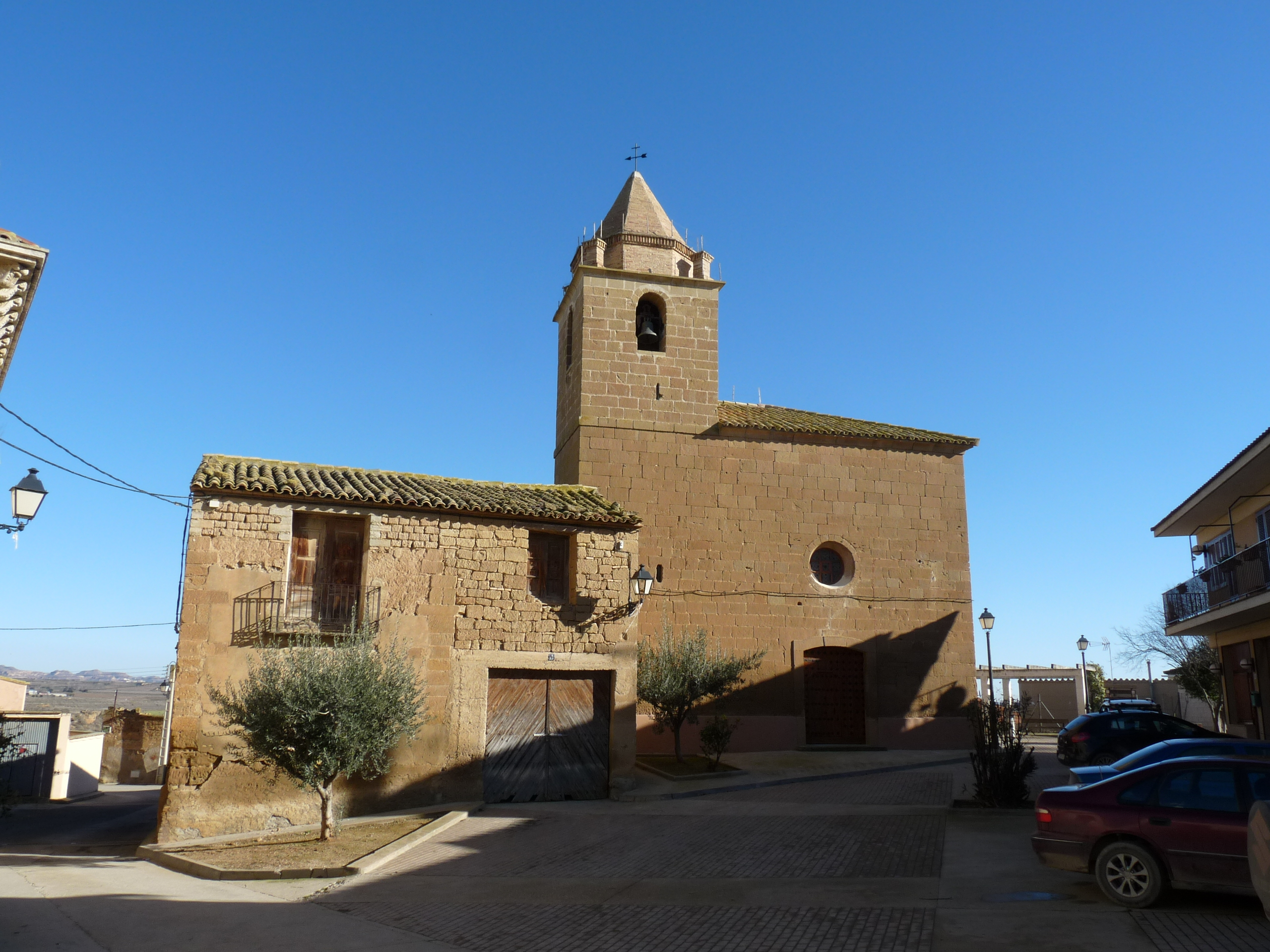
Església de Nuestra Señora de la Asunción, segles XVI al XIX
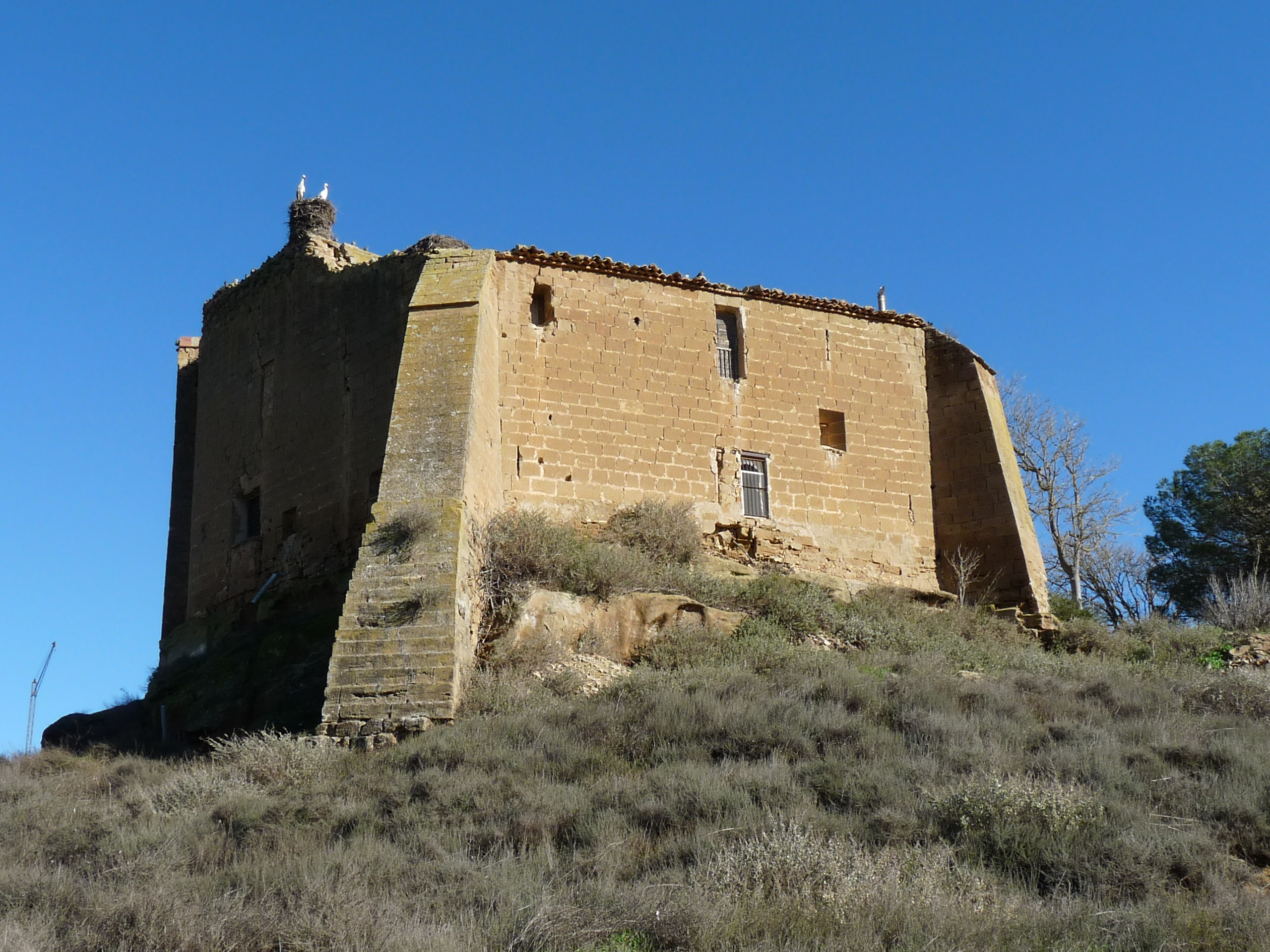
Castell del segle XIV
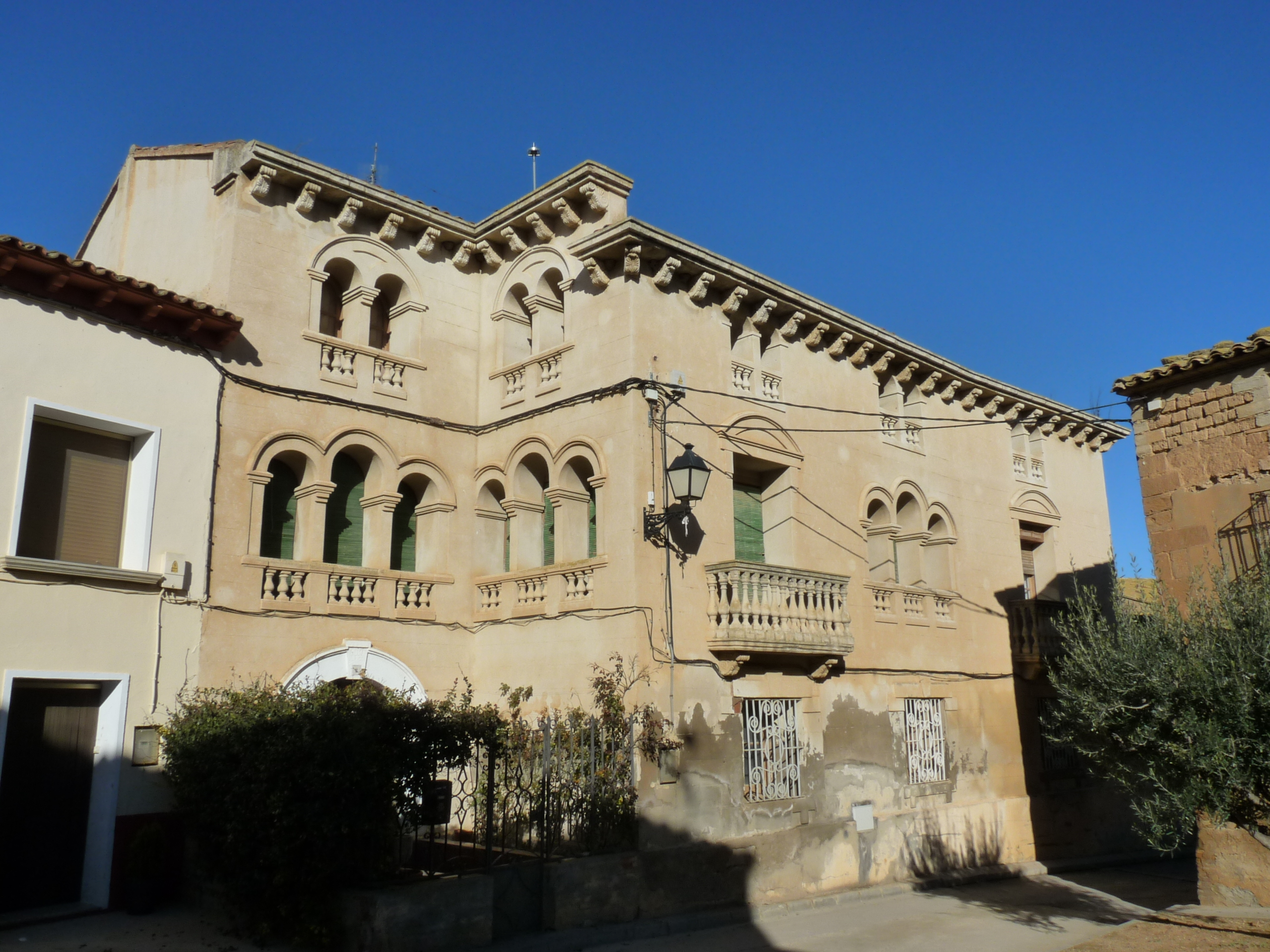
Casa Gabarre, d'estil eclèctic; al cim de la volta hi apareix la data 1766